# Anticiclones y borrascas
Anticiclones y borrascas es un álbum recopilatorio y de rarezas de la banda cordobesa de música independiente Deneuve.
El disco, que salió a la venta a finales del 2009 editado por la discográfica Grabaciones en el mar, se trata de un doble recopilatorio en que se incluyen las mejores canciones de Denueve desde su primer trabajo publicado en 2002 además de rarezas y canciones en versión demo que no habían visto la luz anteriormente.

## Lista de canciones

### Disco 1
1. Para vosotras
2. Perder el miedo
3. Fuga
4. Tal como sentíamos entonces
5. San Valentín
6. Kindergarten
7. La chica del pelo rojo
8. Cielo drive
9. Anne y Nick
10. Saint Dennis 3:0
11. Tesoro 25
12. Electromecánicas United

### Disco 2
1. Ítaca
2. En otoño
3. Legrain
4. El rey ha muerto
5. Plan de excelencia
6. La balada de Jelena
7. Cenando en París
8. Dile hola si la ves
9. Para casas que toman el sol
10. Estuvo bien charlar contigo
11. Esa extraña emoción
12. 1985-1999